# Fissidens glaucissimus
Fissidens glaucissimus là một loài Rêu trong họ Fissidentaceae. Loài này được Welw. & Duby mô tả khoa học đầu tiên năm 1872.